# La Roche-sur-Yon
La Roche-sur-Yon és un municipi francès, situat al departament de Vendée i a la regió del País del Loira. L'any 2004 tenia 50.800 habitants.